# Густав Ломбард
Густав Ломбард (нім. Gustav Lombard; 10 квітня 1895, Пренцлау — 18 вересня 1992, Мюльдорф) — німецький воєначальник, бригадефюрер СС і генерал-майор військ СС. Кавалер Лицарського хреста Залізного хреста.

## Біографія
1 квітня 1933 року вступив в НСДАП (квиток № 2 649 630), 1 травня — в СС (посвідчення № 185 023). 1 березня 1940 року вступив в частини посилення СС. З 6 грудня 1940 року — командир 1-го ескадрону 1-го кавалерійського полку СС «Мертва голова».Учасник Німецько-радянської війни. З 18 серпня 1941 року — командир 1-го кавалерійського полку СС «Мертва голова» (з 1 вересня 1941 року — 1-й кавалерійський полк СС). З березня 1942 року — командир кавалерійської бригади СС, яка 19 квітня 1943 року була розгорнута в дивізію. З 18 жовтня по 6 грудня 1943 року командував гренадерською бригадою військ СС (італійською № 1). З 14 квітня по 1 липня 1944 року — командир 8-ї кавалерійської дивізії СС «Флоріан Гаєр», з 14 липня по 23 серпня — 12-ї навчальної дивізії (Сілезія), з 23 серпня по 1 вересня — 6-ї гірськострілецької дивізії СС «Норд», з 28 вересня по 1 жовтня — 23-ї гірськострілецької дивізії військ СС «Кама» (хорватська № 2). 1 жовтня 1944 року призначений командиром 31-ї добровольчої гренадерської дивізії СС «Богемія і Моравія». У квітні 1945 року замінений Августом-Вільгельмом Трабандтом. 9 травня 1945 року взятий в полон радянськими військами в Кенігреці (Чехословаччина). Утримувався в різних в'язницях і таборах. 6 липня 1948 року військовим трибуналом військ МВС Поліської області засуджений до 25 років таборів. 10 жовтня 1955 року переданий владі ФРН і звільнений.

## Звання
- Шарфюрер СС (21 листопада 1933)
- Обершарфюрер СС (15 липня 1934)
- Унтерштурмфюрер СС (15 вересня 1935)
- Оберштурмфюрер СС (13 вересня 1936)
- Гауптштурмфюрер СС (11 вересня 1938)
- Гауптштурмфюрер резерву військ СС (1 березня 1940)
- Штурмбаннфюрер резерву військ СС (21 червня 1941)
- Оберштурмбаннфюрер резерву військ СС (16 березня 1942)
- Штандартенфюрер резерву військ СС (30 січня 1943)
- Оберфюрер СС (12 березня 1944)
- Бригадефюрер СС і генерал-майор військ СС (20 квітня 1945)

## Нагороди
- Німецька імперська відзнака за фізичну підготовку в золоті
- Спортивний знак СА в сріблі
- Медаль «У пам'ять 13 березня 1938 року»
- Медаль «У пам'ять 1 жовтня 1938»
- Залізний хрест 2-го і 1-го класу
- Нагрудний знак «За участь у загальних штурмових атаках»
- Німецький хрест в золоті (11 лютого 1943)
- Лицарський хрест Залізного хреста (10 березня 1943)
- Німецький кінний знак в сріблі (23 березня 1943)
- Нагрудний знак «За боротьбу з партизанами» в сріблі (лютий 1945)